# یانکو ماتوشکا
یانکو ماتوشکا (انگلیسی: Janko Matúška؛ ۱۰ ژانویه ۱۸۲۱ – ۱۱ ژانویه ۱۸۷۷ (۵۶ سالگی)) شاعر، نمایشنامه‌نویس و منشی دربار در پادشاهی مجارستان بود. او بیشتر به عنوان نویسنده سرود ملی اسلواکی، "Nad Tatrou sa blýska" ("رعد و برق بر فراز تاتراس") بر اساس ملودی آهنگ محلی اسلواکی "Kopala studienku" شناخته می‌شود.